# Escudo de Belgrado

Escudo pequeño de Belgrado.

El escudo de Belgrado es mencionado por primera vez en 1403, en tiempos del hijo de knez Lazar, el despotes Stefan Lazarević, cuando Belgrado se convirtió por primera vez en la capital del estado serbio, pero no existe constancia alguna sobre su aspecto.
El siguiente escudo data de los tiempos cuando Belgrado estuvo bajo el poder húngaro, y fue representado en el libro heráldico «Fugersko ogledalo časti» de 1555. Durante el poder turco, Belgrado no tuvo escudo, dado que los turcos no estaban familiarizados con ese tipo de símbolos. Cuando los austríacos conquistaron la ciudad en el siglo XVIII, el gobernador royal, Alexander Wurttemberg propuso, y el Consejo Real de Guerra aceptó un nuevo sello en 1725. En la literatura se menciona el escudo de la enciclopedia Brockhaus y el escudo de la enciclopedia Larousse, así como un escudo antiguo de la ciudad, pero del aspecto de todos estos escudos se sabe exclusivamente de sus impresiones y grabados de la literatura. Aparte de eso, todos esos escudos fueron los escudos otorgados a la ciudad por los gobernadores extranjeros.
La creación del escudo actual de Belgrado empezó en 1931, cuando el alcalde organizó un concurso para los artistas. Los miembros del comité del concurso fueron reconocidos artistas, heraldistas, profesores universitarios, generales de ejército y consejeros estatales. Al final, ganó la propuesta de Đorđe Andrejević - Kun, que tenía todas las características exigidas por el comité.

## Descripción

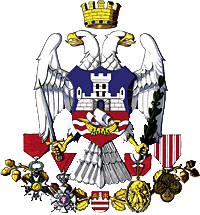
Escudo grande de la Ciudad de Belgrado.

Es en forma de blasón, ligeramente puntiagudo en la parte inferior. Tiene tres colores nacionales - azul, blanco y rojo, que cada uno tiene su significado simbólico. Otros símbolos, como: el río, como el símbolo del poder primordial de Belgrado, el barco romano como símbolo de la antigüedad de la ciudad, murallas blancas son símbolos de asentamiento, con la torre, símbolo de la ciudad y la puerta abierta que representa comunicación abierta. El suelo entre dos ríos es de color rojo, el símbolo del sufrimiento eterno de Belgrado. Los ríos son de color blanco, de acuerdo con las leyes de heráldica, y las murallas y la torre son de color blanco, puesto que Beograd significa literalmente "ciudad blanca". El cielo es azul, el símbolo de la fe y esperanza de un mejor porvenir.
Según el Estatuto de la Ciudad de Belgrado, existen tres tipos de escudo: básico, mediano y grande
El escudo básico es de forma de blasón, de color azul, con las murallas blancas y la torre, el suelo de color rojo y dos franjas blancas onduladas que representan los ríos Sava y Danubio.
El escudo mediano es igual que el básico, pero también tiene la corona de oro y la diadema decorada con piedras preciosas.
El escudo grande representa a un águila blanca con la lengua y las patas de color dorado. En una pata sostiene la espada de color plata con el mango de color dorado y manzanas, y en la otra el ramo de olivo. En el pecho del águila está el escudo básico, encima del águila se encuentra la corona y la diadema con piedras preciosas. Debajo del águila hay una rama de roble con el primer escudo de la ciudad conocido en medio de este. En los dos lados del escudo se encuentran las medallas que la ciudad recibió durante su historia - a la derecha, la medalla de la Estrella de Karađorđe con espadas de 4.º grado y la Medalla Legión de Honor francesa de 5.º grado, y a la izquierda, la Medalla de Héroe Nacional y Cruz de Guerra checoslovaca.